# Dálnice A6 (Německo)
Dálnice A6, německy Bundesautobahn 6 (zkratka BAB 6), zkráceně Autobahn 6 (zkratka A6), je německá dálnice, která vede od Saarbrückenu od hraničního přechodu Zlatá brána s Francií na dálnici A320 na východ až k českým hranicím, kde překonává německou stranu Českého lesa a u Rozvadova navazuje na hraničním přechodu na českou dálnici D5.